# Springbok Nude Girls
 (mars 2015).
Améliorez-le ou discutez des points à vérifier. 
 (mars 2015).
Si vous disposez d'ouvrages ou d'articles de référence ou si vous connaissez des sites web de qualité traitant du thème abordé ici, merci de compléter l'article en donnant les références utiles à sa vérifiabilité et en les liant à la section « Notes et références ».
Springbok Nude Girls (également surnommé les Nude Girls ou les Nudies) est un groupe de rock alternatif sud-africain originaire de la ville de Stellenbosch. Fondé en 1994, il mêle influences funk, ska, punk, heavy metal et emprunte également à la musique psychédélique et à l'acid jazz. Le groupe est considéré comme l'un des pionniers de la nouvelle vague musicale qui déferle sur l'Afrique du Sud dans les années de l'après Apartheid.
C'est en septembre 1994 - l'année même de la fondation du groupe - que les Springbok Nude Girls donnent leur premier concert à Stellenbosch. Acquérant en quelques années une certaine notoriété auprès de la jeunesse sud-africaine, la formation entame par la suite une tournée dans plusieurs pays du monde.
En 1999, le groupe enregistre un album à New York. L'année suivante, il est récompensé par le South African Music Award du meilleur album rock pour « Surpass The Powers », un album sorti en juillet 1999, et se voit gratifier de plusieurs articles dans des revues musicales telles que le magazine Rolling Stone. À la fin de l'année 2000, le groupe est élu « Meilleur groupe de rock sud-africain » par les auditeurs de la radio 5FM.
En 2001, le groupe décide cependant de se séparer. Le leader du groupe Arno Carstens s'essaie à une carrière solo puis monte une nouvelle formation baptisée Nude Porn, laquelle remporte également un certain succès. En 2006, le groupe annonce néanmoins sa reformation et sort quelques mois plus tard un nouvel album, « Peace Breaker ».

## Discographie
- Neanderthal 1 (Août 1995) (Epic)
- It Became A Weapon (Octobre 1996) (Epic)
- Be-vest@iafrica.com (1997) (Epic)
- I Love You - EP - (1997) (Epic)
- Afterlifesatisfaction (1997) (Epic)
- Omnisofa (Avril 1998) (Epic)
- OPTI MUM (November 1998) (Epic)
- Surpass the Powers (July 1999) (Epic)
- Un-E.Z. (1999) (Epic)
- Relaxzor (November 2000) (Epic)
- The Fat Lady Sings - Best of the Springbok Nude Girls 1995-2001 (Octobre 2001) (Epic)
- Goddank Vir Klank 1994 - 2004 (Juillet 2004) (Sony Music)
- Nude Girls (Exclusive UK release) (Juillet 2006) (Golden Fairy Records/SonyBMG)
- Peace Breaker (Mars 2007) (Sony/BMG)